# Босна и Херцеговина на избору за Песму Евровизије 2008.
Босну и Херцеговину је на 53. Песми Евровизије представљао Елвир Лаковић познатији као Лака. Елмир је био 14 представник БиХ откада је она стекла независност. Он је са песмом Покушај заузео девето место у полуфиналном, односно шесто место у финалном делу ткмичења.
За босанскохерцеговачког представника Лака је изабран од стране стручног жирија на БХ Еуросонгу.

## Поени
| 12 поена            | 10 поена                                     | 8 поена                  | 7 поена                      | 6 поена |
| ------------------- | -------------------------------------------- | ------------------------ | ---------------------------- | ------- |
| - Хрватска - Србија | - Црна Гора - Норвешка - Шведска - Словенија | - Холандија - Швајцарска | - Финска - Турска            |         |
| 5 поена             | 4 поена                                      | 3 поена                  | 2 поена                      | 1 поен  |
| - Грчка             |                                              | - Азербејџан             | - Данска - Француска - Ирска | - Чешка |